# Sàtir II
Sàtir II (en grec antic: Σάτυρος, llatí: Satyrus) fou un rei del Bòsfor del segle iv aC.
Era el fill gran del rei Parisades I (348 aC-311 aC), i per això va ser designat com a successor al tron. A la mort de Parisades (311 aC) un altre fill, Eumel, es va revoltar per obtenir el tron i va tenir el suport del rei dels escites de la rodalia, Arifarnes, que va posar al seu servei un fort exèrcit. Sàtir va derrotar les forces combinades del seu germà i els escites i va assetjar la capital d'Arifarnes. En aquest setge, mentre dirigia l'assalt a la ciutat, va ser mortalment ferit, el 310 aC, després d'uns nou mesos de regnat, segons diu Diodor de Sicília.
El va succeir el seu germà Pritanis, que va acabar enderrocat per Eumel.
Es tracta probablement del Sàtir que Dinarc esmenta com a tirà del Bòsfor vers 324 aC, que hauria governat algun territori en nom del seu pare.